# V. S. Naipaul

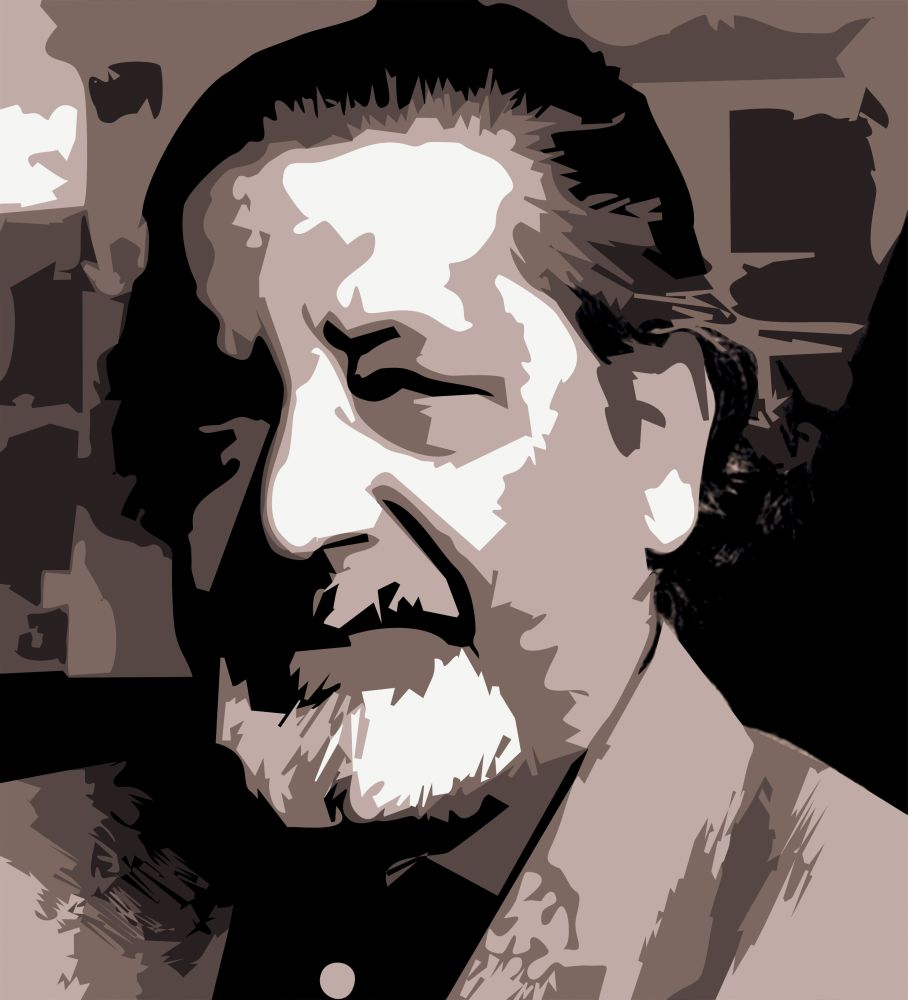
V.S. Naipaul.

Sir Vidiadhar Surajprasad Naipaul, plus connu sous la signature V. S. Naipaul, né le 17 août 1932 à Chaguanas à Trinité-et-Tobago et mort le 11 août 2018 à Londres au Royaume-Uni, est un écrivain britannique, lauréat du prix Nobel de littérature en 2001.

## Biographie
Vidiadhar Surajprasad Naipaul nait à Trinidad dans une famille d'ascendance hindoue. Ses grands-parents venus d’Uttar Pradesh au nord de l’Inde avaient débarqué sur cette île antillaise en 1880 afin de remplacer, dans les plantations, les esclaves noirs affranchis à partir de 1834. Son père est un reporter connu au Guardian de Trinidad, le journal local de l'île.
Brillant élève, Vidiadhar Surajprasad Naipaul bénéficie alors d'une bourse d'études pour étudier en Angleterre. Il part à l'âge de 18 ans pour Oxford suivre des études littéraires. C’est son premier grand voyage : 7 000 kilomètres, celui qui lui donne goût durant toute sa vie de sillonner la planète, notamment l’Inde, l’Afrique et l’Asie. Naturalisé en Angleterre en 1952, Il obtient l'année suivante une licence de lettres au University College d'Oxford puis devient journaliste, collaborant avec plusieurs magazines. Il assure également une chronique littéraire pour la BBC et dirige le programme Voix de la Caraïbe. À Oxford, ville qu'il trouve ennuyeuse, il rencontre néanmoins celle qui sera sa première épouse et fidèle dactylographe, Patricia Hale. Tous deux rateront, à leur déception, la mention "très bien" à leur diplôme en 1953, ce qui n'empêchera pas son professeur d'anglais, J. R. R. Tolkien, de le considérer comme le meilleur en sa matière .
Il se consacre ensuite à l'écriture de romans et de nouvelles, mais publie aussi des récits documentaires.
Ses premiers romans se déroulent aux Antilles. Le Masseur mystique (The Mystic Masseur, 1957) et The Suffrage of Elvira (1958) qui ont pour cadre la Trinidad, exposent les ravages causés par des politiciens locaux incultes et cyniques. Le recueil de nouvelles Miguel Street (1959) révèle son talent d'humoriste et de peintre du quotidien dans une série de vignettes inspirées de Rue de la sardine de John Steinbeck. Il met en scène plusieurs habitants d'un quartier populaire de Port-d'Espagne, illuminés, rusés, attachants ou hauts en couleur mais aliénés par la pensée coloniale. Naipaul connaît ensuite un énorme succès avec Une maison pour Monsieur Biswas (A House for Mr. Biswas, 1961), roman biographique inspiré par la figure de son père. Dans La Traversée du milieu (The Middle Passage, 1962), il livre plusieurs brefs aperçus des sociétés postcoloniales britannique, française et néerlandaise aux Caraïbes et de leur dérive vers une américanisation galopante.
Dans Guérilleros (Guerillas, 1975), décrit par J.-M. Le Clézio comme « drame psychologique » et « politique » qui « envoûte et emplit d'horreur », Naipaul dresse un portrait sans concessions d'une société caribéenne (la Jamaïque ?) post-indépendance, prenant — dès l'exergue du livre — ses distances avec les velléités révolutionnaires. L'un des personnages du roman se réfère clairement à Michael X (en), militant Black Power qui vécut au Royaume-Uni, participa à la fondation du désormais célèbre carnaval de Notting Hill et fut soutenu, entre autres, par Yoko Ono. Dans sa critique (très positive) du livre, le journaliste Paul Theroux, du New York Times, comparera aussi l'héroïne — en la moquant — à l'activiste américaine d'extrême-gauche Patricia Hearst . Suit À la courbe du fleuve (A Bend in the River, 1979), comparé à l'époque par certains critiques au Cœur des ténèbres (Heart of Darkness) de Joseph Conrad.
L'auteur relate ensuite ses impressions de voyage en Inde dans L'Inde : un million de révoltes (India: A Million Mutinies Now, 1990) et livre une analyse critique et désabusée de l'intégrisme musulman dans les pays comme l'Indonésie, l'Iran, la Malaisie et le Pakistan dans Crépuscule sur l'Islam (Among the Believers, 1981) puis Jusqu'au bout de la foi (Beyond Belief, 1998).
Son roman L'Énigme de l'arrivée (The Enigma of Arrival, 1987) et son recueil de nouvelles Un chemin dans le monde (A Way in the World, 1994) sont largement autobiographiques. Dans le premier, Naipaul relate avec le souci d'un anthropologue le déclin puis l'anéantissement d'un domaine du sud de l'Angleterre et de son propriétaire : événement qui reflète l'effondrement de la culture colonialiste dominante dans les sociétés européennes. Le second évoque le mélange des traditions antillaise et indienne et de la culture occidentale que l'auteur découvrit lorsqu'il s'installa en Angleterre. Le recueil Letters Between a Father and Son (1999) replace dans un contexte intime la relation trouble avec son père Seepersad Naipaul, journaliste et auteur de Port-d'Espagne.
Les ouvrages de Naipaul soulignent les ravages de la corruption, morale et politique, et du fondamentalisme dans des pays anciennement sous tutelle coloniale. De par leur tonalité pessimiste, ses livres ont pu être mal reçus par certains tiers-mondistes, qui accusaient leur auteur de conservatisme. Edward Saïd et Derek Walcott les ont même qualifiés de néo-colonialistes. Albert Memmi, au contraire, louait la lucidité de Naipaul face à l'emballement révolutionnaire. Quant à l'auteur, il a affirmé s'en tenir à la seule rigueur de ses observations et à l'authenticité des témoignages recueillis, niant avoir des opinions politiques car « celles-ci sont préjudiciables. ». Il a pourtant parlé de l'ancien premier ministre Tony Blair comme d'un « pirate à la tête d'une révolution socialiste » qui a « détruit toute idée de civilisation en Grande-Bretagne », ayant laissé libre cours à une « insupportable culture de la plèbe. ».
En 2001, quelques mois après l'obtention de son prix Nobel de Littérature, Naipaul fut vivement critiqué par Salman Rushdie qui lui reprocha d'avoir manifesté son soutien aux nationalistes hindous lors d'actes de soulèvements populaires contre les musulmans indiens. Cette querelle se traduira par une profonde inimitié entre les deux écrivains.
Dans The World Is What It Is, une biographie due à Patrick French parue en 2008, il confie être « obsédé, misogyne, sadique, violent ». Pendant 23 ans, il vit avec sa maitresse Margaret Gooding tout en restant marié à Patricia Hale, et fréquente, confie-t-il, assidument les prostituées. Après la mort de sa femme, en 1996, d'un cancer (à l'âge de 63 ans), il déclare: « On pourrait dire que je l’ai
tuée. ». Le lendemain des obsèques de Patricia, Naipaul rompt avec sa maîtresse Margaret, puis s'installe avec son nouvel amour, Nadira. Le couple se marie huit semaines plus tard, en présence de l’historienne Antonia Fraser et de l’écrivain Harold Pinter. En mai 2011, il tient, dans une interview, des propos jugés misogynes : « Les femmes écrivains sont différentes [...] Je lis un extrait de texte et en un paragraphe ou deux, je sais si c'est de la main d'une femme ou non. Je pense que ce n'est pas à mon niveau », ajoutant qu'aucune femme, y compris Jane Austen, n'est réellement capable d'écrire, car toutes sont trop « sentimentales » et empêtrées dans leur condition,.
V. S. Naipaul est reconnaissable à son style singulier, alliant le réalisme documentaire à une vision satirique du monde contemporain. Il a aussi été rapproché de Joseph Conrad pour sa peinture de l'effondrement des empires coloniaux.

### Famille
Son frère Shiva Naipaul, son neveu Neil Bissoondath et son cousin Vahni Capildeo sont également écrivains.

## Prix et honneurs
V. S. Naipaul a reçu plusieurs prix littéraires, dont le Prix Hawthornden en 1964, le prix Booker en 1971 et le T.S. Eliot Award for Creative Writing en 1986. Docteur honoris causa de plusieurs universités, il fut anobli par la reine Élisabeth en 1990. Il a obtenu en 2001 le prix Nobel de littérature, « pour avoir mêlé narration perceptive et observation incorruptible dans des œuvres qui nous condamnent à voir la présence de l'histoire refoulée. ». L’attribution de ce prix a suscité des controverses, certains l’ayant vue comme un double reniement: celui de l’auteur vis-à-vis de ses origines, et celui du comité Nobel par rapport à ses valeurs.
Sir V. S. Naipaul est membre de la Literary Society.
Dans le livre de de Hanif Kureishi Le Dernier Mot (d), paru en 2014, le personnage fictif de Mamoon Azam est largement inspiré de V. S. Naipaul.

## Œuvre

### Romans et nouvelles
- The Mystic Masseur (1957) Publié en français sous le titre Le Masseur mystique, traduit par Marie-Lise Marlière, Paris, Gallimard, « Du monde entier », 1965 ; réédition, Paris, 10/18 no 2468, 1994 ; réédition, Paris, Grasset, « Les Cahiers rouges », 2009
- The Suffrage of Elvira (1958)
- Miguel Street (1959) Publié en français sous le titre Miguel Street, traduit par Pauline Verdun, Paris, Gallimard, « Du monde entier », 1971 ; réédition, Paris, 10/18 no 2530, 1994 ; réédition, Paris, Gallimard, « L'Imaginaire » no 410, 1999 ; réédition dans une traduction révisée par Claude Demanuelli, Paris, Gallimard, « L'Imaginaire » no 620, 1999
- A House for Mr Biswas (1961) Publié en français sous le titre Une maison pour monsieur Biswas, traduit par Louise Servicen, Paris, Gallimard, « Du monde entier », 1964 ; réédition, Paris, Gallimard, « L'Imaginaire » no 152, 1985
- Mr. Stone and the Knights Companion (1963) Publié en français sous le titre Mr. Stone, traduit par Annie Saumont, Paris, Albin Michel, 1985 ; réédition, Paris, Seuil, Points. Roman no 588, 1993
- The Mimic Men (1967) Publié en français sous le titre Les Hommes de paille, traduit par Suzanne Mayoux, Christian Bourgois, 1981; réédition, Paris, Grasset, « Les Cahiers rouges », 2014
- A Flag on the Island (1967) Publié en français sous le titre Un drapeau sur l’île, traduit par Pauline Verdun, Paris, Gallimard, « Du monde entier », 1971 ; réédition, Paris, Gallimard, « L'Imaginaire » no 648, 2013
- In a Free State (1971) – Prix Booker Publié en français sous le titre Dis-moi qui tuer, traduit par Annie Saumont, Paris, Albin Michel, « Les Grandes Traductions », 1983 ; réédition, Paris, Seuil, Points. Roman no 644, 1994 ; réédition, Paris, 10/18 no 2682, 1995 ; réédition sous le titre Dans un État libre, Paris, 10/18 no 2948, 1998 ; réédition sous le nouveau titre,  Paris, Albin Michel, « Les Grandes Traductions », 2001 ; réédition sous le nouveau titre dans Œuvres romanesques choisies, Paris, Robert Laffont, « Bouquins », 2009
- Guerrillas (1975) Publié en français sous le titre Guérilleros, traduit par Annie Saumont, Paris, Albin Michel, « Les Grandes Traductions », 1981 ; réédition dans Œuvres romanesques choisies, Paris, Robert Laffont, « Bouquins », 2009 ; réédition, Paris, Grasset, « Les Cahiers rouges », 2012
- A Bend in the River (1979) Publié en français sous le titre À la courbe du fleuve, traduit par Gérard Clarence, Paris, Albin Michel, « Les Grandes Traductions », 1982 ; réédition, Paris, Le Livre de poche no 5879, 1984 ; réédition, Paris, 10/18 no 2616, 1995 ; réédition dans Œuvres romanesques choisies, Paris, Robert Laffont, « Bouquins », 2009
- The Enigma of Arrival (1987) Publié en français sous le titre L'Énigme de l'arrivée, traduit par Suzanne Mayoux, Paris, C. Bourgois, 1991 ; réédition, Paris, 10/18 no 2282, 1992  ; réédition, Paris, Le Livre de poche no 5665, 1982; réédition dans Œuvres romanesques choisies, Paris, Robert Laffont, « Bouquins », 2009
- A Way in the World (1994) Publié en français sous le titre Un chemin dans le monde, traduit par Suzanne V. Mayoux, Paris, Plon, « Feux croisés » 1995 ; réédition, Paris, 10/18 no 3348, 2001
- Half a Life (2001) Publié en français sous le titre La Moitié d’une vie, traduit par Suzanne V. Mayoux, Paris, Plon, « Feux croisés » 2002 ; réédition, Paris, 10/18 no 3700, 2004; Réédition, Grasset, « Les Cahiers rouges », 2014
- The Nightwatchman's Occurrence Book: And Other Comic Inventions (2002)
- Magic Seeds (2004) Publié en français sous le titre Semences magiques, traduit par Suzanne V. Mayoux, Paris, Plon, « Feux croisés » 2005

### Autres publications
- The Middle Passage: Impressions of Five Societies – British, French and Dutch in the West Indies and South America (1962) Publié en français sous le titre La Traversée du milieu : aperçus de cinq sociétés, britanniques, françaises et hollandaises, aux Indes occidentales et en Amérique, traduit par Marc Cholodenko, Paris, Plon, « Feux croisés », 1994 ; réédition, Paris, 10/18. no 3068, 1999
- An Area of Darkness (1964) Publié en français sous le titre L'Inde sans espoir, traduit par Jeanine Michel et révisée par Gabrielle Rolin, Paris, Gallimard, « Témoins » no 8, 1968 ; réédition sous le titre L’Illusion des ténèbres, Paris, 10/18 no 2006, 1989
- The Loss of El Dorado (1969)
- The Overcrowded Barracoon and Other Articles (1972)
- India: A Wounded Civilization (1977) Publié en français sous le titre L’Inde brisée, traduit par Bernard Géniès, Paris, Christian Bourgois, 1989
- A Congo Diary (1980)
- The Return of Eva Perón and the Killings in Trinidad (1980) Publié en français sous le titre Le Retour d'Eva Peron, traduit par Isabelle di Natale, Paris, 10/18 no 2005, 1989
- Among the Believers: An Islamic Journey (1981) Publié en français sous le titre Crépuscule sur l’islam : voyage au pays des croyants, traduit par Natalie Zimmermann et Lorris Murail, Paris, Albin Michel, 1981 ; réédition, Paris, Grasset, « Les Cahiers rouges », 2011
- Finding the Centre: Two Narratives (1984) Publié en français sous le titre Sacrifices, Paris, Albin Michel, 2001
- A Turn in the South (1989) Publié en français sous le titre Une virée dans le Sud, traduit par Béatrice Vierne, Paris, 10/18 no 2301, 1992
- India: A Million Mutinies Now (1990) Publié en français sous le titre L’Inde : un million de révoltes, traduit par Béatrice Vierne, Paris, Plon, 1992 ; réédition, Paris, 10/18. Odyssées no 2521, 1994
- Beyond Belief: Islamic Excursions among the Converted Peoples (1998) Publié en français sous le titre Jusqu’au bout de la foi, traduit par Philippe Delamare, Paris, Plon, « Feux croisés » 1998 ; réédition, Paris, 10/18 no 3569, 2003 ; réédition, Paris, Grasset, « Les Cahiers rouges », 2013
- Between Father and Son: Family Letters (1999)
- Reading and Writing, a personal account, (2001) Publié en français sous le titre Comment je suis devenu écrivain, traduit par Philippe Delamare, Paris, 10/18 no 3467, 2002
- Looking ans Not Seeing : the Indian Way (2007) Publié en français sous le titre Le Regard de l’Inde, traduit par François Rosso, Paris, Grasset, 2009
- A Writer's People (2007)  Publié en français sous le titre Le Regard et l’Écrit, traduit par Bernard Turle et François Rosso, Paris, Grasset, 2013
- The Masque of Africa (2010) Publié en français sous le titre Le Masque de l’Afrique, traduit par Philippe Delamare, Paris, Grasset, 2011

### Entretiens
- Pour en finir avec vos mensonges, traduit par Isabelle di Natale et Béatrice Dunner, Monaco, Le Rocher, « Anatolia », 2002